# Atanzón
Atanzón – gmina w Hiszpanii, w prowincji Guadalajara, w Kastylii-La Mancha, o powierzchni 27,95 km². W 2011 roku gmina liczyła 102 mieszkańców.